# Доле-при-Крашцах
Доле-при-Крашцах (словен. Dole pri Krašcah) — поселення в общині Моравче, Осреднєсловенський регіон, Словенія. 
Висота над рівнем моря: 370,8 м.